# Willy Fränzl
Willy Fränzl (* 5. Juni 1898 in Wien; † 24. Juni 1982 ebenda) war ein österreichischer Solotänzer.

## Leben
Willy Fränzl wurde in eine Tänzerfamilie hineingeboren. Schon sein Vater Friedrich Fränzl (1863–1938) war bis 1915 Solotänzer an der k.k. Hofoper. Nach seiner Pensionierung hatte er eine eigene Ballett- und Tanzschule in Margareten (Zeuggasse 3) gegründet und sich als Tanzarrangeur von Wiener Großbällen einen Namen gemacht; er war auch Vorstand des Verbandes österreichischer Tanzmeister.

Sein Sohn Wilhelm („Willy“) begann 1904 seine Tanzausbildung an der Hofoper. Seine Karriere ging steil bergauf: 1921 war er Solotänzer, ab 1935 Ballettmeister, bis 1943 im Vorstand. Auch bei den Salzburger Festspielen war er 1938 tätig und choreografierte den Tannhäuser unter dem Dirigat von Hans Knappertsbusch. 

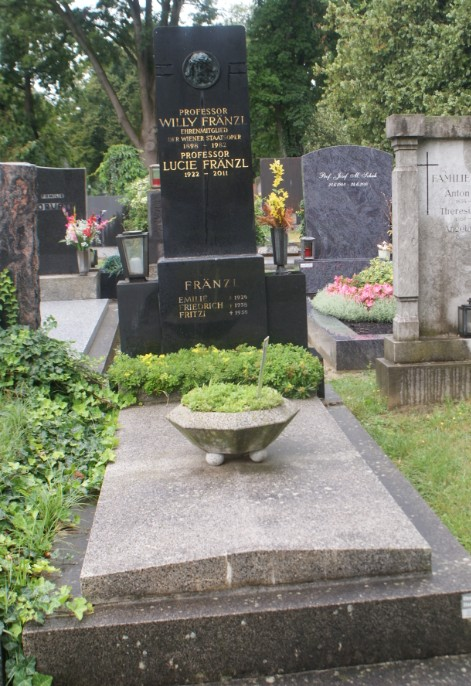
Grabstätte von Willy Fränzl

Viele spätere Stars gingen bei ihm in die Lehre, unter anderem Michael Birkmeyer sowie Susanne Kirnbauer.
Privat fand er seine große Liebe ebenfalls beim Ballett. 1946 heiratete er seine Schülerin und spätere Solotänzerin Lucie Bräuer (1922–2011). Im Jahr 1947 wurde ihre Tochter Elisabeth ("Sissi") geboren.
Nach 58 Jahren Zugehörigkeit zur Wiener Staatsoper trat Ballettmeister Fränzl mit Ende der Saison 1962 in den Ruhestand.
Fränzl leitete jahrelang die Eröffnung des Wiener Opernballs und auch viele andere Ballveranstaltungen.
Nach seinem Tod 1982 führte seine Gattin Lucie die Tanzschule (Wien-Landstraße, Am Heumarkt 6) weiter, zuletzt war sie 1995 als Choreografin des Opernballs an der Staatsoper tätig. 2011 fand sie auf dem Wiener Zentralfriedhof in einem ehrenhalber gewidmeten Grab (Gruppe 46E, Reihe 4, Nummer 12) ihres Mannes die letzte Ruhe.
Die seit 1925 bzw. 1927 in Wien-Wieden, Mozartgasse 6 bzw. Mödling, Hauptstraße 42a, unter dem Namen Fränzl bestehenden Tanzschulen gehen zurück auf Willy Fränzls älteren Bruder Rudolf („Rudi“, 1894–1974), von 1911 bis 1945 Tänzer/Solotänzer an der k.k. Hofoper/Staatsoper.